# Emociones (Martina D'Antiochia)
Emociones è l'EP di debutto della cantante spagnola Martina D'Antiochia, pubblicato il 30 agosto 2019 su etichetta discografica Barba Records, parte della famiglia della Sony Music.

## Tracce
1. Roast Yourself
2. Like
3. Física o química
4. Teniendo tu amistad
5. No hay yo sin ti
6. Like (Remix)

## Classifiche
| Classifica (2019) | Posizione massima |
| ----------------- | ----------------- |
| Spagna            | 1                 |